# Haddaway
Haddaway, właściwie Alexander Nestor Haddaway (ur. 9 stycznia 1965 w Port-of-Spain) – niemiecki muzyk eurodance i house, którego szczyt kariery przypada na lata 90. XX wieku za sprawą jego największych hitów „What Is Love” i „Life”.

## Życiorys
Dorastał podróżując z ojcem po Europie. Jako 16-latek zamieszkał w Stanach Zjednoczonych, gdzie poznał rockowe formacje, takie jak KISS, The Eagles, Journey i Styx. Zainteresował go także funk (Parliament i Funkadelic) oraz muzyka soulowa, przede wszystkim Aretha Franklin, Bill Withers i James Brown. W USA Haddaway ukończył studia, a w 1989 roku przeniósł się do Niemiec i zamieszkał w Kolonii. Tam też odniósł największy sukces muzyczny. 
W 1993 roku zasłynął wielkim dyskotekowym przebojem – What Is Love. Piosenka pochodziła z jego przebojowego debiutanckiego longplaya Haddaway wydanego w tym samym roku. Jego późniejsze nagrania nie cieszyły się już taką popularnością.

## Dyskografia
- 1993: Haddaway
- 1995: The Drive
- 1997: Let's Do It Now
- 1999: All the Best – His Greatest Hits
- 2001: My Face
- 2002: The Greatest Hits
- 2002: Love Makes
- 2005: Pop Splits
- 2008: Crucified
- 2011: Gotta Be